# Tərtər (district)
Tərtər (ook geschreven als Tartar) is een district in Azerbeidzjan.
Tərtər telt 99.500 inwoners (01-01-2012) op een oppervlakte van 960 km²; de bevolkingsdichtheid is dus 104 inwoners per km².
Het op de kaart in lichter rood weergegeven deel van het district maakte deel uit van de niet-erkende, van Azerbeidzjan afgescheiden, republiek Nagorno-Karabach.